# Débranche !
Ne doit pas être confondu avec Débranché.
Albums de France Gall
France Gall / Palais des sports
(1982) France Gall au Zénith
(1985)
Singles
1. Débranche
Sortie : avril 1984
2. Hong-Kong Star
Sortie : septembre 1984
3. Calypso
Sortie : février 1985
4. Cézanne peint
Sortie : mai 1985

Débranche ! est un album studio de France Gall sorti en avril 1984.
Il a été certifié double disque de platine pour plus de 600 000 exemplaires écoulés en France.
Il est indiqué en exergue dans la pochette « Je dédie ce disque à tous ceux qui ne m’entendent pas seulement mais qui m’écoutent… C’est à vous que je donne. Seuls les sages et les fous n’ont besoin de personne. Moi j’ai besoin de vous… ». 
Lio et Alain Chamfort font les chœurs sur Calypso et  Bill Cuomo joue du synthétiseur sur Savoir vivre.

## Titres
| 1.    | Débranche !                              | 4:11 |
| 2.    | Calypso                                  | 3:34 |
| 3.    | Tu comprendras quand tu seras plus jeune | 3:49 |
| 4.    | Hong-Kong Star                           | 4:16 |
| 5.    | Cézanne peint                            | 4:04 |
| 6.    | Savoir vivre                             | 5:06 |
| 7.    | Si superficielle                         | 3:32 |
| 8.    | Annie donne                              | 4:33 |
| 9.    | J'ai besoin de vous                      | 3:43 |
| 36:48 |                                          |      |

## Certifications
| Pays          | Certification | Date | Ventes certifiées |
| ------------- | ------------- | ---- | ----------------- |
| France (SNEP) | Or            | 1984 | 100 000           |
| France (SNEP) | Platine       | 1984 | 400 000           |
| France (SNEP) | 2 × Platine   | 2001 | 600 000           |

## Crédits

### Paroles et musique
- Michel Berger

### Musiciens
- Synthétiseurs : Michael Boddicker (en)
- Synthétiseurs et programmation batterie : Bill Cuomo, Greg Mathieson
- Synthétiseur et Oberheim additionnels : Georges Rodi
- Synthétiseur additionnel : Roland Romanelli
- Basse : Jannick Top
- Guitares : Kamil Rustam, Mike Landau
- Maracas : Jean-Pierre Janiaud
- Batterie : Carlos Vega, Claude Salmiéri
- Saxophone : David Woodford
- Chœurs : France Gall
- Chœurs additionnels :
  - Michel Berger pour Hong-Kong Star, Savoir vivre, Annie Donne
  - Alain Chamfort et Lio pour Calypso
  - Lili Davis pour Débranche !, Calypso, Hong-Kong Star
  - Jean-Pierre Janiaud pour Débranche, Savoir vivre
  - Claude-Michel Schönberg pour Annie Donne

### Production
- Producteur : Michel Berger pour les disques Apache
- Enregistrement : Warren Dewey aux Conway Recording Studios (en) (Los Angeles, Californie) et au studio du Palais des Congrès (Paris)
- Enregistrement des voix : Olivier do Espirito Santo au studio Gang (Paris)
- Mixage au studio Gang (Paris) :
  - Warren Dewey pour Calypso, Tu comprendras quand tu seras plus jeune, Si superficielle, J'ai besoin de vous
  - Jean-Pierre Janiaud pour Débranche, Hong-Kong Star, Cézanne peint, Savoir vivre, Annie Donne
- Éditeur : éditions Apache France
- Album original : 33 tours / LP stéréo Apache 240367-1 sorti le 2 avril 1984
- Photographies pochette recto/verso et intérieures : Bettina Rheims
- Conception graphique : Stan Levy
- Édition CD Apache 240367-2 — Photos Bettina Rheims : date de sortie inconnue